# Live in L.A. (Death & Raw)
Live in L.A. (Death & Raw) er et livealbum af det amerikanske dødsmetal-band Death. Det blev optaget den 5. december 1998 i Los Angeles, og udgivet den 16. oktober 2001 gennem Nuclear Blast. Oprindeligt blev albummet udgivet for at anskaffe penge til Chuck Schuldiners cancerbehandling. 

## Spor
1. "Intro / The Philosopher" – 3:52
2. "Spirit Crusher" – 6:26
3. "Trapped in a Corner" – 4:25
4. "Scavenger of Human Sorrow" – 6:39
5. "Crystal Mountain" – 4:47
6. "Flesh and the Power It Holds" – 8:01
7. "Zero Tolerance" – 5:00
8. "Zombie Ritual" – 4:41
9. "Suicide Machine" – 4:14
10. "Together as One" – 4:11
11. "Empty Words" – 7:03
12. "Symbolic" – 6:16
13. "Pull the Plug" – 6:22